# Józef Gosławski
Józef Jan Gosławski, poljski kipar in oblikovalec medalj, * 24. april 1908, Polanówka, † 23. januar 1963, Varšava.
Je avtor kovancev (na primer 5 zł s podobo ribiča), spomenikov (npr. Frederic Chopin v Żelazowa Wola) in medalj (npr. Leto 1939). Nagrajenec mnogih umetniških tekmovanj; nagrajen z Srebrnim križem odlike.
- Spomenik Frederica Chopina
- Karikatura Mahatme Gandhija
- Medalja s podobo Ludwika Lazarusa Zamenhofa